# Gustaaf van Hessen-Homburg
Gustaaf Adolf Frederik van Hessen-Homburg (Homburg vor der Höhe, 17 februari 1781 - aldaar, 8 september 1848) was een Oostenrijks generaal van 1846 tot aan zijn dood landgraaf van Hessen-Homburg. Hij behoorde tot het huis Hessen-Homburg.

## Levensloop
Gustaaf was de vierde zoon van landgraaf Frederik V van Hessen-Homburg uit diens huwelijk met Caroline, dochter van landgraaf Lodewijk IX van Hessen-Darmstadt.
In 1787 werd hij door zijn dooppeter, koning Gustaaf III van Zweden tot gardeluitenant benoemd en trad hij in Zweedse krijgsdienst. Na de moord op zijn oom in 1792 werd hij echter op eigen verzoek uit het Zweedse leger ontheven en keerde Gustaaf terug naar Homburg. Vervolgens volgde hij het voorbeeld van zijn oudere broer Frederik en werd hij actief in het Oostenrijkse leger. Hij vocht tijdens de napoleontische oorlogen in Baden, Württemberg en Neder-Oostenrijk en werd in 1801 gepromoveerd tot majoor. In 1805 werd hij gedetacheerd naar de Chevau-léger. Gustaaf onderscheidde zich hetzelfde jaar bij de terugtocht onder aartshertog Karel van Oostenrijk-Teschen bij Caldiero en werd op 1 december 1805 tot luitenant-kolonel bevorderd. Na van 1805 tot 1809 deel te hebben uitgemaakt van een garnizoen in Hongarije en overgeplaatst te zijn naar het Hohenzollern-kurassiersregiment, volgde zijn promotie tot kolonel en commandant van het kurassiersregiment Aartshertog Ferdinand. Hij vocht in 1809 in de Slag bij Aspern-Eßling en de Slag bij Wagram. Ook werd hij net als zijn broers onderscheiden met de Orde van Maria Theresia.
Tijdens de Veldtocht van Napoleon naar Rusland behoorde Gustaaf in 1812 tot het Oostenrijkse 12e Korps, waar hij onder het bevel van veldmaarschalk-luitenant Vinzenz Ferrerius von Bianchi de 2e Brigade commandeerde. Bij een aanval nabij Wielkiszelo raakte hij zwaargewond en was hij lange tijd niet in staat om zijn militaire dienst te vervullen. In 1813 werd hij als generaal-majoor overgeplaatst naar het huzarenregiment Hessen-Homburg, dat geleid werd door zijn broer Frederik, en ging hij deel uitmaken van een garnizoen dat zich in Bohemen bevond. Gedurende de Duitse bevrijdingsoorlog diende hij in de Slag bij Leipzig en tijdens de Honderd Dagen van Napoleon in 1815 maakte hij de veldtocht in Frankrijk mee. Na het Tweede Verdrag van Parijs was hij brigadier in Transsylvanië. In 1826 werd hij veldmaarschalk-luitenant en in 1827 nam hij ontslag uit de Oostenrijkse militaire dienst.
Toen zijn broer Filips van 1839 tot 1846 landgraaf van Hessen-Homburg was, oefende Gustaaf het grootste deel van de regeringsverantwoordelijkheden uit, daar zijn broer gouverneur van de vesting van Mainz was. In 1846 volgde hij de overleden Filips op als landgraaf van Hessen-Homburg.
Ook in Hessen-Homburg vond het Revolutiejaar 1848 zijn weerklank. Al in 1844 had zijn broer Filips de eis van zijn burgers om een grondwet en landsdag in te voeren "welwillend" laten onderzoeken, maar uiteindelijk afgewezen. Gustaaf beloofde zijn land een passende grondwet te geven, maar zou zijn belofte niet meer inlossen, aangezien hij op 8 september 1848 op 67-jarige leeftijd overleed.
Gustaaf werd als landgraaf van Hessen-Homburg opgevolgd door zijn jongere broer Ferdinand, omdat zijn enige zoon Frederik begin 1848 was gestorven aan een griep. Hij werd bijgezet in de crypte van het Slot van Homburg.

## Huwelijk en nakomelingen
Op 12 februari 1818 huwde Gustaaf in Dessau met zijn dove nicht Louise (1798-1858), dochter van erfprins Frederik van Anhalt-Dessau en zijn zus Amalia. Het echtpaar kreeg drie kinderen:
- Caroline (1819-1872), huwde in 1839 met vorst Hendrik XX van Reuß-Greiz
- Elisabeth (1823-1864)
- Frederik (1830-1848), erfprins van Hessen-Homburg

- Gemeinsame Normdatei: 135944295
- Virtual International Authority File: 80374137
- WorldCat: E39PBJrcgWByRT3QHHgXdQycfq